# Kowloon Generic Romance
Kūron Jenerikku Romansu (яп. 九龍ジェネリックロマンス Кюрон Дзенэрикку Романсу,  «Обычный роман в Коулуне/Цзюлуне») — японская манга, написанная и проиллюстрированная Дзюн Маюдзуки. С ноября 2019 года она публикуется в Weekly Young Jump издательства Shueisha, а по состоянию на октябрь 2024 года её главы собраны в 10 танкобонов. Действие происходит в городе-крепости Коулун, Гонконг. Премьера аниме-сериала, созданного Arvo Animation, состоялась в апреле 2025 года, а экранизация в формате игрового кино должна выйти в японских кинотеатрах в августе того же года.

## Сюжет
Город-крепость Коулун, самое густонаселённое место на Земле, вмещает более 33 000 жителей в лабиринте взаимосвязанных высотных зданий, охватывающих всего 6,5 акров. В этом городском анклаве находится компания Wang Lai Realty Company, где развивается служебный роман между двумя коллегами: добродушным, но дерзким 30-летним Хадзимэ Кудо и сдержанной 32-летней Рэйко Кудзирай. Несмотря на их спорную динамику, эти двое разделяют близкие отношения, часто обедая вместе. Их взаимная привязанность к городу-крепости Коулун постепенно углубляет их связь, но между ними сохраняется скрытая особенность.

## Персонажи
- Рэйко Кудзирай  (яп. 鯨井 令子 Кудзирай Рэйко)

Сэйю: Харука Сираиси
- Хадзимэ Кудо  (яп. 工藤 発 Кудо Хадзимэ)

Сэйю: Томокадзу Сугита
- Миюки Хэбинума  (яп. 蛇沼 みゆき Хэбинума Миюки)

Сэйю: Рётаро Окиаю
- Тао Гвэн  (яп. タオ・グエン Гуэн Тао)

Сэйю: Тайто Бан
- Яомай  (яп. 楊明 Ёмэй)

Сэйю: Аой Кога
- Сяохэй  (яп. 小黒 Сяохэй)

Сэйю: Саюми Судзусиро
- Юлон  (яп. ユウロン Юрон)

Сэйю:  Кэнго Каваниси

## Производство
По словам Маюдзуки, у неё возникла идея запустить серию о Городе-крепости Коулун, когда её предыдущая работа After the Rain всё ещё выходила в свет. Ей нравилась тема Города-крепости Коулун, и она впервые узнала о ней из видеоигры Kowloon's Gate, когда была ещё юной.

## Медиа

### Манга
Написанный и проиллюстрированный Дзюной Маюдзуки, Kowloon Generic Romance начался в Weekly Young Jump издательства Shueisha 7 ноября 2019 года. Shueisha собрала свои главы в отдельные тома танкобоны. Первый том был опубликован 19 февраля 2020 года. По состоянию на 18 октября 2024 года было опубликовано десять томов.
В январе 2022 года Yen Press объявила, что лицензировала мангу для выпуска на английском языке в Северной Америке. Первый том был выпущен 9 августа 2022 года.

#### Тома
| №  | Дата публикации   | ISBN                   |
| -- | ----------------- | ---------------------- |
| 1  | February 19, 2020 | ISBN 978-4-08-891488-6 |
| 2  | July 17, 2020     | ISBN 978-4-08-891532-6 |
| 3  | November 19, 2020 | ISBN 978-4-08-891728-3 |
| 4  | February 19, 2021 | ISBN 978-4-08-891829-7 |
| 5  | June 18, 2021     | ISBN 978-4-08-892012-2 |
| 6  | November 19, 2021 | ISBN 978-4-08-892131-0 |
| 7  | May 18, 2022      | ISBN 978-4-08-892271-3 |
| 8  | December 19, 2022 | ISBN 978-4-08-892433-5 |
| 9  | October 19, 2023  | ISBN 978-4-08-892863-0 |
| 10 | October 18, 2024  | ISBN 978-4-08-893267-5 |
| 11 | April 17, 2025    | ISBN 978-4-08-893715-1 |

### Аниме
В октябре 2024 года было объявлено, что сериал получит адаптацию в виде аниме-сериала. Производством сериала занимается Arvo Animation, режиссёром — Ёсиаки Ивасаки, композитором — Дзин Танака, дизайнером персонажей — Юка Сибата, арт-директором — Юдзи Канэко, а композитором — Рёхэй Сатака. Премьера сериала состоялась 5 апреля 2025 года на телеканале TV Tokyo и его филиалах. Вступительная музыкальная тема — «Summertime Ghost» (サマータイムゴースト, Samātaimu Gōsuto) в исполнении Suiyōbi no Campanella, а финальная музыкальная тема — «Koi no Retronym» (恋のレトロニム, Koi no Retoronimu), в исполнении mekakushe.
Crunchyroll транслирует сериал. Medialink лицензировала сериал в Южной и Юго-Восточной Азии для трансляции на канале Ani-One Asia на YouTube.

### Игровой фильм
В октябре 2024 года было объявлено, что сериал получит экранизацию в формате игрового кино. Продюсером сериала выступит компания Robot, режиссёром — Тихиро Икэда. Премьера в японских кинотеатрах запланирована на август 2025 года.

## Отзывы
К декабрю 2024 года тираж манги превысил 1,2 миллиона экземпляров. В 2020 году манга вошла в число 50 номинантов на шестую премию Next Manga Award. Она заняла третье место в списке лучшей манги 2021 года для читателей-мужчин по версии Takarajimasha Kono Manga ga Sugoi!. Она была номинирована на 14-ю премию Manga Taishō в 2021 году и заняла девятое место с 46 баллами.